# Larry Donnell
Larry Donnell (Ozark, 1º novembre 1988) è un giocatore di football americano statunitense che gioca nel ruolo di tight end per i New York Giants della National Football League (NFL). Al college ha giocato a football alla Grambling State University.

## Carriera professionistica

### New York Giants
Dopo non essere stato scelto nel Draft NFL 2012, Donnell firmò coi New York Giants. Nella sua prima stagione non scese mai in campo, mentre nella successiva disputò tutte le 16 partite, di cui una come titolare, ricevendo 3 passaggi per 31 yard. Divenne il tight end titolare dei Giants nel 2014, esplodendo nella gara della settimana 4 vinta contro i Washington Redskins in cui ricevette 3 touchdown da Eli Manning.
Nel quinto turno della stagione 2015, Donnell fu decisivo quando ricevette da Manning il touchdown della vittoria a 21 secondi dal termine con la ricezione più spettacolare della serata.

## Statistiche
| Partite totali      | 20  |
| Partite da titolare | 4   |
| Ricezioni           | 28  |
| Yard ricevute       | 267 |
| Touchdown           | 4   |